# Bristeil
Bristeil — белорусская поп-рок и инди-рок группа из Минска. Белорусскоязычный коллектив был образован в 2013 году фронтменом Hair Peace Salon Олегом Вялем, который считается одним из лучших рок-исполнителей страны. Группа выпустила позитивно встреченный Tuzin.fm дебютный EP Cyruĺnia Svietu и победила в песенном конкурсе Tricky, доделав его незавершенную композицию, что вкупе позволило номинироваться по линии наград Tuzin.fm на «Открытие года» в 2014 году. В настоящее время её вокалист-гитарист Олег Вяль сосредоточен на написании песен для своего сольного электронного музыкального проекта под названием Helaiv, созданного в 2017 году.

## История

### Происхождение от Hair Peace Salon
Корни Bristeil восходят к Hair Peace Salon, брит-поп и пауэр-поп группе из Минска, одному из главных белорусских представителей британского инди-рока. Образованная в 1998 году и известная преимущественно по своему англоязычному репертуару, она снискала определённый успех, за свою историю издав полноформатный альбом Gentleman, а также с дюжину синглов и EP, отметившись призовым участием в ряде музыкальных соревнований.
С момента релиза последней пластинки Gentleman Hair Peace Salon была по большей части неактивна на музыкальной сцене, и в 2013 году её фронтмен Олег Вяль решил продолжить создавать музыку самостоятельно и впредь. Он приостановил деятельность Hair Peace Salon из-за пассивности группы, чтобы писать песни в новом проекте. Получив некоторый опыт игры дуэтом VS ½ HPS весной 2013 года, барабанщик Hair Peace Salon Александр «Stepkinz» Степанович решил продолжить творческий союз с Олегом Вялем, и они оба основали Bristeil.

### История
В конце 2013 года два других члена присоединились к ансамблю: бас-гитарист Геннадий «Дроп-ре» Лукашанец и соло-гитарист Максим Быков, завершившие формирование классического состава рок-группы. 2 декабря 2013 года Bristeil выпустила первый сингл «Heta Mahčyma» на SoundСloud, который станет частью их будущего дебютного мини-альбома. Это был первый релиз музыкантов, и с помощью его Bristeil анонсировала новый белорусскоязычный макси-сингл, запланированный к выпуску весной 2014 года.
Дебютный EP Cyruĺnia Svietu был выпущен в свет 26 мая 2014 года. Bristeil написала четыре песни для этого EP, две из которых стали каверами: одна — рок-версией хита Ланы Дель Рей «Video Games» на белорусском языке, вторая — песней Hair Peace Salon «Out of Time» с альбома Gentleman, перепетой на родном языке под названием «Pa-za Časam». Релиз получил хвалебную оценку от Сергея Будкина, основателя музыкального портала «Tuzin.fm»: «Глубина в текстах и деликатность в подаче. Каждый из четырёх треков заслуживает внимания и, безусловно, плотных ротаций». Работа над всеми треками велась ещё когда Нair Рeace Salon не ушла в бессрочный творческий отпуск, отсюда и название макси-сингла с отсылкой к её английскому названию «бел. Цырульня свету» (с бел. — «Парикмахерская мира»).
21 сентября 2014 года Bristeil выпустила свой первый видеосингл на новую песню «Muzyka Hučyć». Группа сделала клип на основе кадров с сеанса живой записи композиции «Unfinished Song», написанной для конкурса Tricky, соревнования, выигранного её фронтменом Олег Вяль за год до того. По условиям конкурса требовалось доделать несовершенную песню Tricky, а победитель получал возможность спеть её законченную вариацию вместе с ним на одной сцене.
В то же время, когда был выпущен клип, группа изменила и написание своего названия. Оригинальное название коллектива бел. «Брыстоль» (англ. Bristol) было изменено на Bristeil. Лидер группы Олег Вяль объявил об этом в заявлении для «Tuzin.fm»:

Теперь название команды будет писаться как Bristeil. Мы так решили чисто из практических соображений. Так нас легче будет найти в нете, но от этого смысл названия не меняется: мы имеем в виду какое-то место, где наверняка хорошо. Однозначно там музыка и душа.Оригинальный текст (бел.)
Цяпер назва каманды будзе пісацца як Bristeil. Мы так вырашылі чыста з практычных меркаванняў. Так нас лягчэй будзе знайсці ў нэце, але ад гэтага сэнс назвы не змяняецца: мы маем на ўвазе нейкае месца, дзе напэўна добра. Адназначна там музыка і душа.
Музыкальная деятельность группы в 2014 году помогла артистам получить номинацию в категории «Открытие года» на премии «классич. бел. Героі году» «Tuzin.fm». Вручение её наград состоялось 12 декабря 2014 года, и Bristeil была объявлена в составе исполнителей на гала-концерте, но в самый последний момент перед своим выступлением басист Геннадий «Дроп-ре» Лукашанец повредил палец, которым он играл. Таким образом группа не выступила на концерте победителей, но была там и встретилась со своими поклонниками на месте проведения церемонии награждения.
Осенью 2014 года Маша Колесникова с Европейского радио для Беларуси сообщила, что группа работает над новыми песнями. В том же году Илья Малиновский, музыкальный редактор той же радиостанции, уже приоткрывал тайну о готовящемся к выпуску, но ещё нигде не исполнявшемся сингле «бел. Вольны» (с бел. — «Свободный»), перезаписанной в творческом переводе на белорусский песне «Gentleman» с альбома Hair Peace Salon Gentleman. Тем не менее последнее на данный момент музыкальное произведение от группы было представлено 9 сентября 2015 года в качестве короткого Vine клипа, и, очевидно, основной фокус музыкантов был сдвинут в сторону своих новых побочных проектов, в частности Helaiv Олега Вяля.
Олег Климов как корреспондент газеты «Культура» рефлексировал по поводу упадка Bristeil, которая «искренне жаль сгинула преждевременно», в 2017 году, выражая мысль, что Олег Вяль не дотерпел до того момента, дабы его детище «прочно укрепилось на клубной концертной сцене».

## Оценки и стиль
На примере мини-альбома Cyruĺnia Svietu Сергей Будкин, основатель Tuzin.fm и автор Будзьма беларусамі!, писал что в творчестве группы сохранилась изюминка, которая была присуща музыке Hair Peace Salon, с той лишь разницей, что звучание нового коллектива Олега Вяля стало мягче. Внутренний драйв, светлая грусть характеризуют музыку размышлений богатого внутреннего мира его фронтмена, «очень тонко чувствующего реальность». Tuzin.fm каталогизировал группу как «сладкоголосый инди-рок».
Вячеслав Радионов, основатель музыкального портала «Ultra-music.com», обозначал звучание Bristeil как напоминающее группу Hair Peace Salon в её ранние годы. Несколько контрастировали Experty.by, охарактеризовавшие музыкальную трансформацию британского инди-рокера Олега Вяля в своём новом коллективе «заметным уклоном в поп-рок».

## Участники
- Олег Вяль — ведущий вокал, гитара (с 2013).
- Максим Быков — соло-гитара, бэк-вокал (с 2013).
- Геннадий «Дроп-ре» Лукашанец — бас-гитара (с 2013).
- Александр «Stepkinz» Степанович — ударные (с 2013)[5][6][23][48].

## Дискография

### Мини-альбомы
- Cyruĺnia Svietu (2014)[28][46]

### Синглы
| Год  | Название       |
| ---- | -------------- |
| 2013 | «Heta Mahčyma» |
| 2014 | «Muzyka Hučyć» |

### Музыкальные видео
| Год  | Название       |
| ---- | -------------- |
| 2014 | «Muzyka Hučyć» |

## Награды и номинации

### «Герои года» (представлены Тузін Гітоў)
| Год  | Номинируемая работа | Категория     | Результат |
| ---- | ------------------- | ------------- | --------- |
| 2014 | Bristeil            | Открытие года | Номинация |

## Полезные ссылки
- Официальный сайт